# IC 124
IC 124 је појединачна звијезда у сазвјежђу Кит која се налази на листи објеката дубоког неба у Индекс каталогу.
Деклинација објекта је - 1° 56' 13" а ректасцензија 1h 29m 9,0s.